# Marek Hamšík
Marek Hamšík (Banská Bystrica, 27 luglio 1987) è un ex calciatore slovacco, di ruolo centrocampista.
Ha legato la sua carriera con i club principalmente al Napoli, in cui ha militato per dodici stagioni, di cui sei da capitano, vincendo due Coppe Italia (2011-2012 e 2013-2014) e una Supercoppa italiana (2014). È il primatista di presenze con la maglia dei partenopei. Con il Trabzonspor ha vinto un campionato turco (2021-2022) e una Supercoppa di Turchia (2022).
È il calciatore con più presenze e più gol segnati nella nazionale slovacca, con la quale ha partecipato a un campionato del mondo (2010) e a due campionati d'Europa (2016 e 2020).
Nel 2008 è stato nominato migliore calciatore giovane dall'Associazione Italiana Calciatori, mentre nel 2011, 2016 e 2017 è stato inserito, sempre dall'AIC, nella squadra dell'anno. Nel 2009, 2010, 2013, 2014, 2015, 2016, 2017 e 2018 è stato premiato come calciatore slovacco dell'anno. È stato inoltre inserito nel 2015 nella squadra della stagione della UEFA Europa League.
Con 409 incontri disputati, è sesto tra i giocatori stranieri più presenti in Serie A, alle spalle di Javier Zanetti, Samir Handanovič, Goran Pandev, José Altafini e Sebastien Frey. Inoltre, con 408 incontri disputati con la maglia del Napoli, è secondo tra i calciatori stranieri più presenti in serie A con una sola squadra, dietro a Javier Zanetti.

## Biografia
È il primogenito di Richard e Renata Hamšík. La sorella Michaela è sposata con Walter Gargano, suo ex compagno di squadra nel Napoli. 
È sposato dal 4 luglio 2014 con Martina Franová; la coppia ha tre figli: Christian (nato il 15 gennaio 2010), Lucas (nato il 5 gennaio 2012) e Melissa (nata il 20 dicembre 2016). È soprannominato Marekiaro, un gioco di parole tra il suo nome e il nome della località Marechiaro nel quartiere Posillipo. In Slovacchia gestisce una fattoria insieme a moglie e figli.

## Caratteristiche tecniche
(Pavel Nedvěd, 2010)
Centrocampista centrale o trequartista, era un calciatore dotato di forte personalità. Corretto, tecnico ed elegante nei movimenti, vantava ottime capacità realizzative, tanto da aver raggiunto la soglia delle 100 reti in Serie A. È stato talvolta paragonato a Pavel Nedvěd e Steven Gerrard.
Durante la sua ultima stagione in forza al Napoli è stato impiegato dall’allora tecnico azzurro Carlo Ancelotti prevalentemente come regista.

## Carriera

### Club

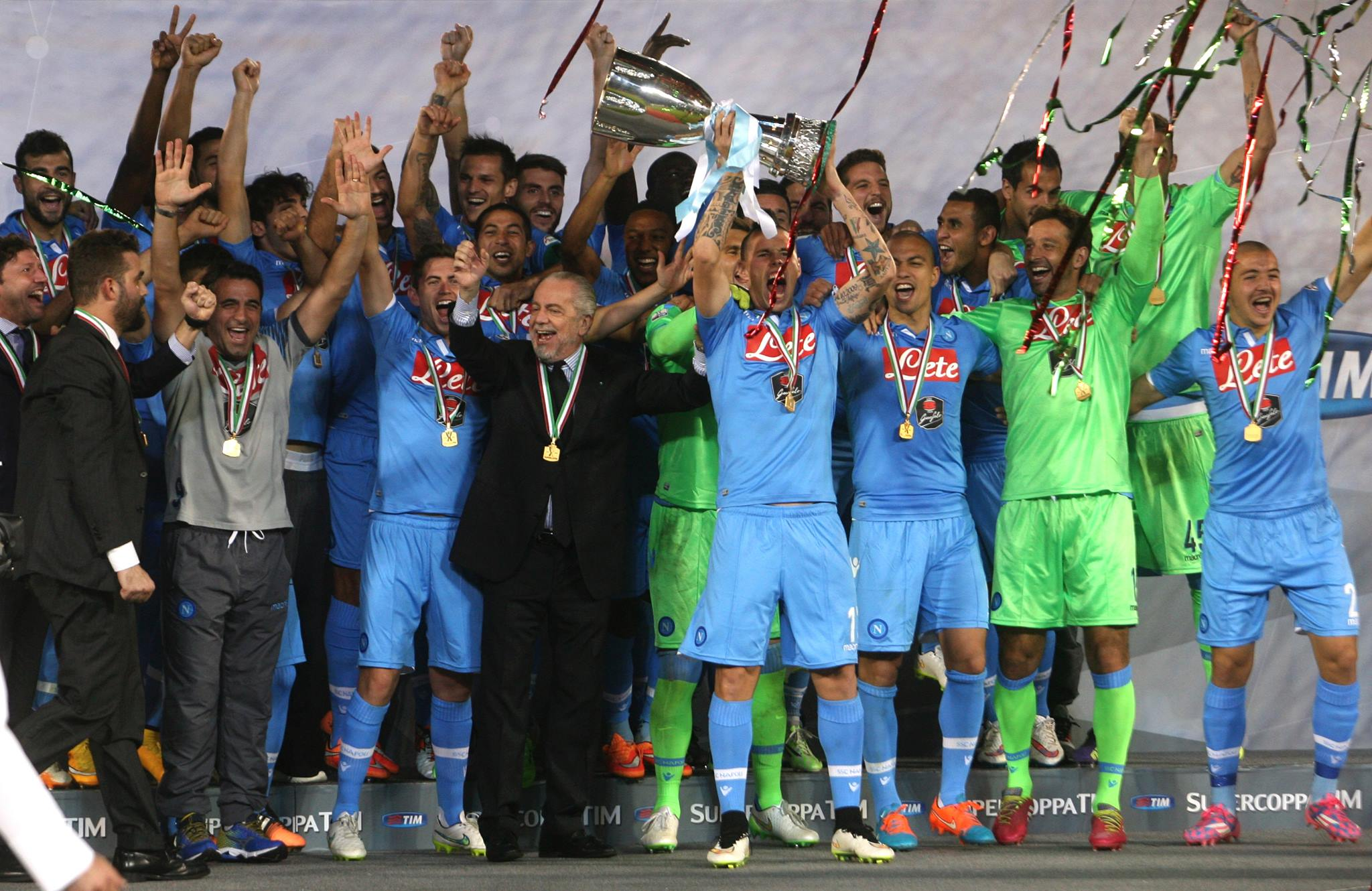
Hamšík, capitano del Napoli, solleva la Supercoppa italiana 2014.

#### Slovan Bratislava
A 4 anni entra a far parte della scuola calcio dello Jupie Podlavice. Nell'autunno del 1998, in una partita di campionato contro i pari età del Dolna Strehova, mette a segno 16 reti, record imbattuto in Slovacchia. Nelle competizioni regionali e interregionali della stagione 1998-1999 gioca 38 partite realizzando 11 gol. Nel 2001 supera un provino con il club ceco dello Sparta Praga, ma il trasferimento non si concretizza a causa di problemi burocratici.
Il 6 agosto 2002 viene quindi ingaggiato dallo Slovan Bratislava nonostante le richieste economiche dello Jupie, pari a 125.000 corone slovacche, non fossero sostenibili dal club della capitale, da tempo in difficoltà economiche; per ovviare al problema, i genitori di Hamšík pagano il trasferimento di tasca propria. Dopo aver fatto la trafila delle giovanili, vincendo i campionati allievi e juniores, esordisce in prima squadra il 24 luglio 2004, tre giorni prima di compiere 17 anni, nella partita di seconda divisione slovacca contro lo Zemplín Michalovce. Due settimane dopo realizza la sua prima rete, ai danni del Tatran Prešov.

#### Brescia
Le sue doti vengono subito notate all'estero ed è il Brescia la squadra più rapida ad aggiudicarsi il suo cartellino. L'acquisto del giovane centrocampista slovacco viene formalizzato nell'agosto del 2004 per la cifra di 60.000 euro. Aggregato alla squadra Primavera della formazione lombarda, viene integrato in prima squadra a soli 17 anni, esordendo in Serie A nel 2004-2005, nella partita a Verona contro il Chievo del 20 marzo 2005 (3-1 per i clivensi); dopo Miloš Glonek (Ancona) e Vratislav Greško (Inter e Parma) è il terzo calciatore slovacco a giocare nella massima serie italiana.
Il Brescia retrocede in Serie B e nella stagione 2005-2006, fra i cadetti, gli offre la possibilità di mettersi maggiormente in mostra, facendogli totalizzare ventiquattro presenze. Realizza il suo primo gol "italiano" nella gara di Coppa Italia contro il Milan dell'11 gennaio 2006. Abile nel tirare i calci di rigore, durante la preparazione estiva ne realizza 56 consecutivi in una sessione d'allenamento ai due portieri (Emiliano Viviano e Federico Agliardi) chiamati ad alternarsi tra i pali.
Nell'annata successiva firma la sua prima rete in campionato su calcio di rigore, trasformato negli istanti finali dell'incontro casalingo contro il Treviso del 19 settembre 2006 (2-1 per i lombardi). In questo torneo, dove ad ottenere la promozione furono Juventus, Napoli (dove si accaserà nella sessione estiva di mercato a venire) e Genoa, realizza complessivamente 10 reti in 40 partite, con 7 rigori.

#### Napoli

##### 2007-2010

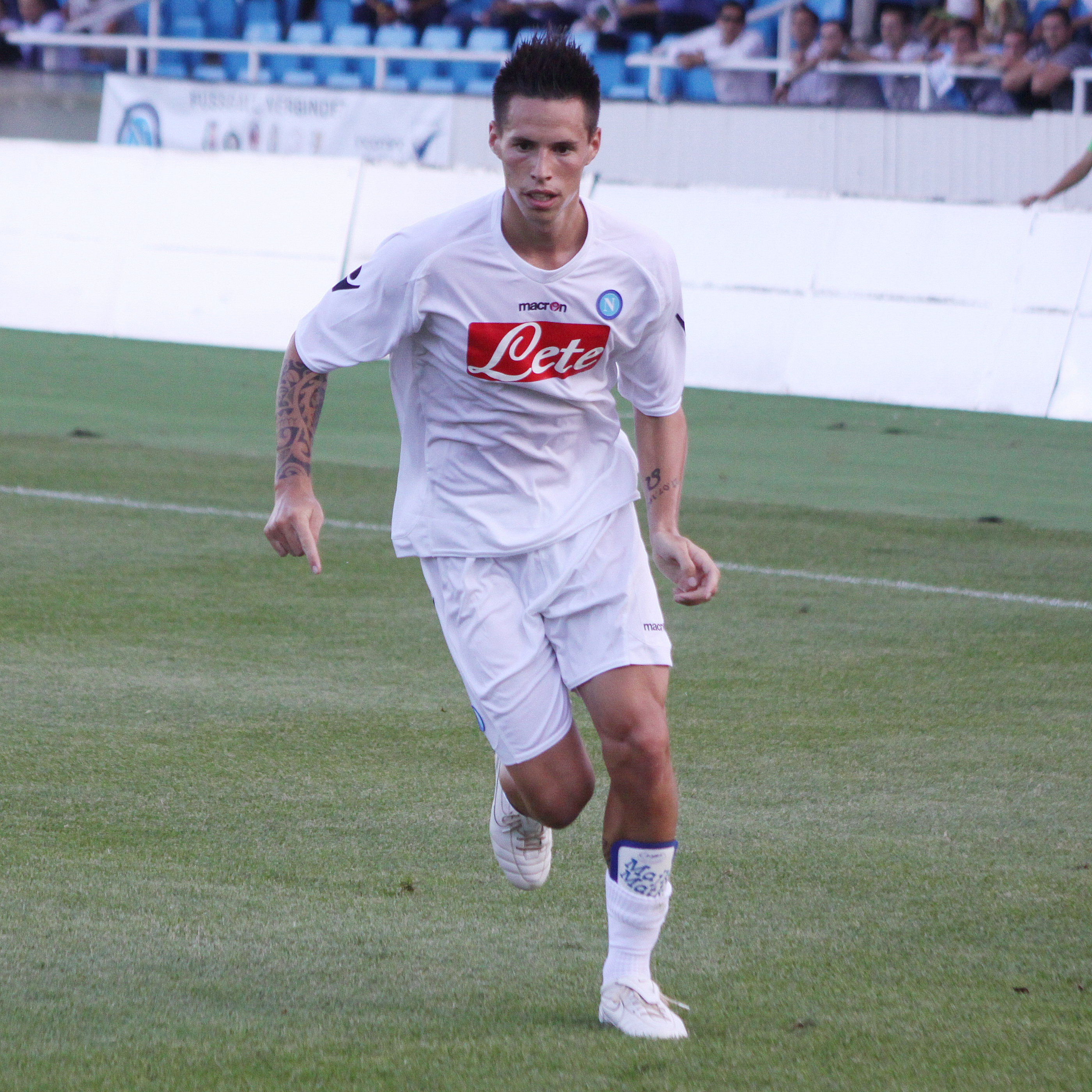
Un giovane Hamšík, in allenamento coi partenopei nel luglio 2009.

Il 28 giugno 2007 il neopromosso Napoli, ritornato in massima serie dopo 6 anni, acquista il giovane centrocampista slovacco per € 5,5 milioni. Hamšík sceglie la maglia numero 17. Il giovane centrocampista slovacco, già stimato in Italia per quanto aveva fatto vedere a Brescia, arriva a Napoli tra le polemiche dei tifosi, che vedono in lui e in Ezequiel Lavezzi due giocatori non all'altezza delle aspettative della squadra. Schierato nel ruolo di interno sinistro nel 3-5-2 di Edoardo Reja, esordisce il 15 agosto 2007, a 20 anni, nella partita contro il Cesena, valido per il primo turno di Coppa Italia, in cui realizza anche il suo primo gol con la maglia partenopea. Il 16 settembre 2007, in occasione di Napoli-Sampdoria, mette a segno la sua prima rete in Serie A, siglando la rete del definitivo 2-0 per i partenopei. Il 20 gennaio 2008 in Napoli-Lazio firma la prima doppietta in carriera, decisiva nel 2-2 finale al San Paolo. A fine stagione diventa capocannoniere stagionale del club azzurro con nove reti, senza calciare rigori.
Il 26 luglio 2008 segna la sua prima rete europea, contro i greci del Paniōnios, nell'Intertoto: con la soppressione del torneo a partire dal 2009, resterà l'ultima realizzata in Intertoto da una squadra italiana. Il 19 gennaio 2009 riceve l'Oscar del calcio AIC come miglior giovane vincendo la concorrenza di Sebastian Giovinco e Mario Balotelli, primo straniero in assoluto. Grazie alle sue prestazioni, viene inserito nella lista dei 50 giovani più promettenti al mondo stilata dal britannico Times, risultando al 12º posto.
Il nuovo allenatore azzurro Walter Mazzarri, ingaggiato in luogo di Roberto Donadoni, avanza il suo raggio d'azione: da interno sinistro del 3-5-2, lo schiera al fianco di Ezequiel Lavezzi alle spalle della prima punta nel suo 3-4-2-1. Il 31 ottobre 2009 firma un'altra doppietta in casa della Juventus nella vittoria del Napoli per 3-2, risultando decisivo in un successo che mancava da 21 anni. L'UEFA lo inserisce tra i candidati per la squadra dell'anno UEFA 2009 per il ruolo di centrocampista destro. Il 29 febbraio 2010, per la prima volta in carriera, viene eletto calciatore slovacco dell'anno del 2009. Il 13 marzo 2010, nella gara contro la Fiorentina, indossa per la prima volta la fascia di capitano: a 22 anni e 229 giorni diventa così il più giovane capitano della storia azzurra, superando il precedente primato di Antonio Juliano. Al termine della stagione 2009-2010, firmando complessivamente 12 gol in 37 partite, risulta essere il capocannoniere della squadra partenopea per il terzo anno consecutivo; l'ultimo calciatore a laurearsi capocannoniere azzurro per almeno tre stagioni di seguito era stato Diego Armando Maradona, massimo cannoniere partenopeo per quattro stagioni consecutive (1984-1988).

##### 2010-2013

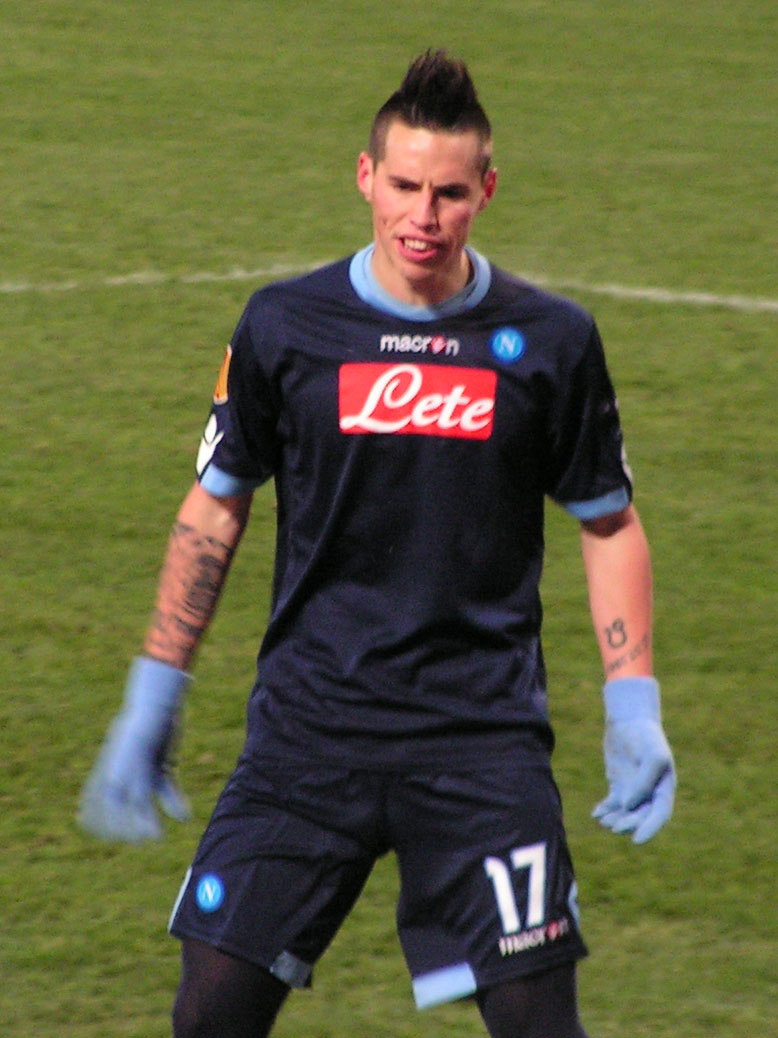
Hamšík con la maglia del Napoli nel 2010, durante la trasferta di Europa League sul campo dell'Utrecht.

Il 28 marzo 2011 viene nominato per la seconda volta consecutiva calciatore slovacco dell'anno. Confermando una certa continuità in fase realizzativa, in campionato realizza 11 reti (13 stagionali comprese le coppe, record personale), vice-capocannoniere azzurro dopo Cavani e protagonista decisivo nella qualificazione diretta in UEFA Champions League.
Esordisce nella massima competizione europea nel settembre del 2011, nella partita in trasferta contro il Manchester City (1-1). Trova la prima rete in Champions League nella successiva partita interna contro il Villarreal, aprendo le marcature dell'incontro finito 2-0 per i partenopei. Il 7 dicembre, in Champions, realizza il secondo gol partenopeo in Villarreal-Napoli, contribuendo al raggiungimento degli ottavi di finale. Il 23 gennaio 2012 viene inserito nella miglior formazione del 2011 del Gran Galà del calcio AIC. Il 20 maggio 2012 sigla il gol del definitivo 2-0 nella finale di Coppa Italia contro la Juventus, vincendo in tal modo il primo trofeo in carriera e riportando la coppa a Napoli dopo 25 anni di attesa. S'impone come miglior uomo-assist di un torneo che vede i partenopei chiudere al quinto posto in classifica. Inoltre, in questa stagione entra tra i dieci giocatori più presenti e tra i dieci migliori marcatori nella storia del Napoli.
L'11 agosto disputa la sua prima finale di Supercoppa italiana, persa 4-2 a Pechino contro la Juventus.

##### 2013-2016
Con il nuovo allenatore Rafael Benítez ricopre il ruolo di trequartista alle spalle della punta centrale nel 4-2-3-1 del tecnico spagnolo. Il 23 novembre 2013, nella gara contro il Parma, rimedia un infortunio al piede che lo tiene lontano dal campo di gioco per circa un mese e mezzo.

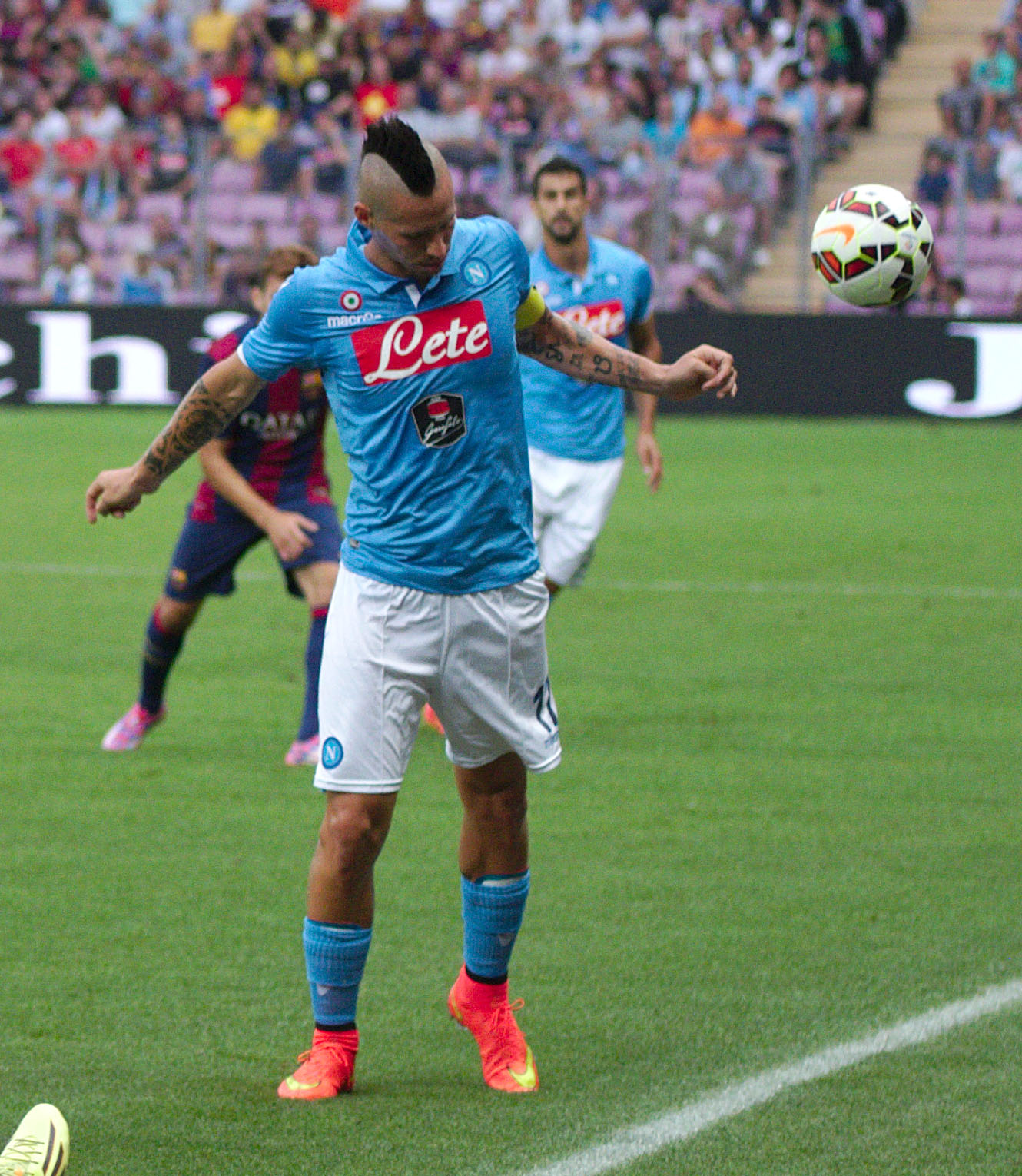
Hamšík capitano azzurro nell'estate 2014, durante un'amichevole contro il Barcellona.

Il 31 gennaio 2014, alla sua settima stagione al Napoli, diventa il nuovo capitano della squadra a seguito della cessione di Paolo Cannavaro al Sassuolo. Il 4 marzo vince per la terza volta in carriera il premio come calciatore slovacco dell'anno. Il 26 aprile seguente, subentrando nel corso della gara esterna contro l'Inter, tocca quota 300 presenze in maglia azzurra, diventando il quinto giocatore nella storia partenopea a raggiungere tale traguardo. Il 3 maggio 2014 vince la seconda Coppa Italia con un 3-1 ai danni della Fiorentina allo Stadio Olimpico di Roma. Nella finale fornisce anche l'assist al primo gol del compagno di squadra Lorenzo Insigne.
Il 22 dicembre conquista la Supercoppa italiana 2014, vinta battendo ai rigori la Juventus. Il 16 aprile realizza una doppietta in Europa League contro il Wolfsburg, quarto di finale di andata vinto 1-4 dai partenopei.

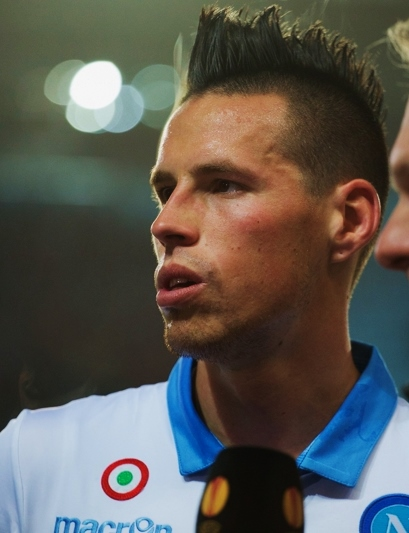
Hamšík con il Napoli nel 2015, durante la sfida sul campo della Dinamo Kiev.

Con il nuovo allenatore Maurizio Sarri, ritorna a giocare nella posizione di interno sinistro nel centrocampo a tre, suo ruolo preferito. Dopo mesi di astinenza, il 20 dicembre ritorna al gol su calcio di rigore, fissando il momentaneo 0-1 in Atalanta-Napoli (1-3 nel finale) e battezzando ufficialmente la goal-line technology nel campionato italiano. Il 25 aprile 2016, in occasione della partita Roma-Napoli, raggiunge le 400 presenze con la maglia dei partenopei.

##### 2016-2019
All'inizio della sua decima stagione con la maglia del Napoli, con un gol alla terza giornata contro il Palermo (partita finita 3-0 per il Napoli) supera Maradona arrivando a quota 82 gol in campionato con i partenopei e collocandosi al secondo posto di questa speciale classifica alle spalle del primatista Antonio Vojak. Tre giornate dopo, contro il Chievo, segna il gol del decisivo 2-0 arrivando alla marcatura numero 100 con la maglia azzurra tra campionato e coppe. In Champions League segna il suo primo gol aprendo le marcature nella partita al San Paolo contro il Benfica (4-2).
Il 4 febbraio 2017, in occasione della partita Bologna-Napoli (terminata 7-1 per gli azzurri), Hamšík mette a segno la prima tripletta della sua carriera, e inoltre scavalca Attila Sallustro nella classifica dei marcatori della storia del Napoli, piazzandosi secondo solo a Maradona. Realizza 12 gol in campionato (miglior performance della carriera insieme a quella registrata nella stagione 2009-2010) e 15 in tutte le competizioni (nuovo record personale).
Il 23 dicembre 2017, nella partita disputata in casa contro la Sampdoria, realizza il suo 116º gol con la maglia azzurra, che gli consente di diventare il miglior marcatore della storia del Napoli tra tutte le competizioni, superando l'ex primatista Diego Armando Maradona. Il 6 maggio 2018, in occasione della partita casalinga contro il Torino, segna da subentrato il gol del momentaneo 2-1 (gara conclusasi 2-2) che gli permette di toccare la quota dei 100 gol in Serie A. Il successivo 6 novembre, nella partita di Champions League contro il Paris Saint-Germain, supera Giuseppe Bruscolotti al primo posto per numero di presenze totali con la maglia del Napoli, raggiungendo le 512 presenze fra tutte le competizioni. Il 2 febbraio 2019 gioca la propria ultima partita con la maglia azzurra, con i partenopei che si impongono per 3-0 sulla Sampdoria. Chiude la propria esperienza a Napoli con un bilancio di 520 partite e 121 reti, divenendo il giocatore con più presenze con la maglia del club partenopeo e il miglior marcatore di sempre con la casacca azzurra; record, quest'ultimo, superato successivamente da Dries Mertens il 13 giugno 2020 durante la semifinale di ritorno di Coppa Italia contro l'Inter.

#### Dalian Pro
Il 14 febbraio 2019, dopo 12 anni trascorsi con la maglia del Napoli, si trasferisce a titolo definitivo al Dalian Yifang. Fa il suo debutto con la nuova maglia in campionato il 3 marzo seguente, alla prima giornata di Super League, nella gara pareggiata per 1-1 sul campo dello Henan Jianye. Il 25 maggio segna il gol vittoria contro lo Shanghai Shenhua. Nonostante lo stop a causa del COVID-19, conclude la sua prima stagione cinese con 3 reti in 31 partite giocate. Il 3 marzo 2021 risolve il contratto con la società cinese.

#### IFK Göteborg
Complice la volontà di prepararsi per l'Europeo in programma in estate, l'8 marzo 2021 Hamšík firma un contratto con gli svedesi dell'IFK Göteborg valido fino al successivo 30 agosto. Salta per infortunio la prima giornata, poi esordisce ufficialmente il successivo 19 aprile, subentrando nella vittoria interna per 2-0 contro l'AIK. Gioca anche le successive cinque partite di campionato, realizzando una rete da fuori area contro il Sirius, quindi rimane seduto in panchina all'ottava giornata nella trasferta contro il Djurgården per via di un problema fisico.

#### Trabzonspor
L'8 giugno 2021 sfrutta una clausola con cui lascia la Svezia prima della scadenza contrattuale, separandosi dal club. Ventuno giorni dopo diventa un nuovo giocatore del Trabzonspor, a seguito della firma di un accordo biennale da 3 milioni di euro a stagione. Debutta il 5 agosto seguente contro il Molde, nel match di andata del terzo turno di qualificazione alla Conference League 2021-2022. Segna il primo gol con la nuova maglia il 16 agosto, nella vittoria esterna per 5-1 contro lo Yeni Malatyaspor, valida per la prima giornata di Süper Lig. Il 30 aprile 2022, a seguito del pareggio casalingo contro l'Antalyaspor (2-2), il Trabzonspor diventa matematicamente campione di Turchia, con Hamšík che conquista così il suo primo campionato nazionale in carriera.
Il 30 luglio seguente vince il suo secondo trofeo con il club turco, la Supercoppa di Turchia, grazie al successo per 4-0 ai danni del Sivasspor. Il 1º giugno 2023 annuncia il suo ritiro dal calcio giocato al termine della stagione.

### Nazionale
Hamšík esordisce nella selezione Under-17 della Slovacchia il 7 ottobre 2003 nella partita contro i pari età delle Fær Øer, giocata a Prešov e valida per le qualificazioni al Campionato europeo di calcio Under-17 del 2003. Colleziona 6 presenze e 3 reti, quindi nei due anni successivi debutta sia nell'Under-19 che nell'Under-21.
A soli diciannove anni, il 7 febbraio 2007, esordisce nella Nazionale maggiore slovacca in un'amichevole disputata contro la Polonia a Jerez de la Frontera e pareggiata per 3-3. Nel gruppo dei convocati fissi a partire dall'estate del 2007, mette a segno il suo primo gol il 13 ottobre 2007 aprendo le marcature nella partita contro San Marino, valido per le qualificazioni all'Europeo 2008. Il 19 novembre 2008 realizza la sua prima doppietta nell'amichevole contro il Liechtenstein.

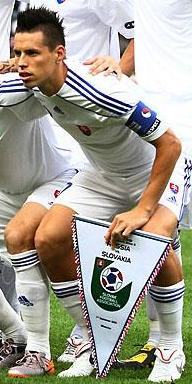
Hamšík nel 2010 con la divisa della Slovacchia.

Il 14 ottobre 2009 indossa la fascia di capitano nell'incontro esterno contro la Polonia (0-1 il risultato finale), che regala alla Slovacchia la prima qualificazione della sua storia alla fase finale di un Mondiale. Nel dicembre successivo viene ufficialmente designato capitano della Nazionale dal CT Vladimír Weiss.
Tra i 23 convocati per il campionato del mondo 2010 in Sudafrica, debutta nella massima competizione internazionale il 15 giugno 2010 nella prima partita della fase a gironi contro la Nuova Zelanda (1-1). Gioca anche le altre due partite del Gruppo F, tra cui la decisiva vittoria contro l'Italia (3-2) - in cui serve l'assist per il momentaneo 2-0 - e, quindi, l'ottavo di finale contro l'Paesi Bassi (1-2), ultimo atto della prima esperienza della nazionale mitteleuropea in Coppa del Mondo.
Nel biennio successivo disputa tutte le dieci partite di qualificazione agli Europei 2012, cui la Slovacchia non si qualifica. Il 15 agosto 2012 va in rete nell'amichevole con la Danimarca, ritrovando il gol in Nazionale dopo quasi tre anni.
Il 14 ottobre 2014 risulta decisiva la sua doppietta a Barysaŭ, contro la Bielorussia, nel match di qualificazione agli Europei 2016 vinto (1-3) dagli slovacchi. Si ripete il 14 giugno 2015 siglando una rete contro la Macedonia. Il 12 ottobre seguente realizza un'altra doppietta contro Lussemburgo nella vittoria esterna per 4-2, risultato che sancisce la prima storica qualificazione della Slovacchia ad un Campionato europeo. Nelle gare di qualificazione realizza complessivamente cinque reti in dieci partite.
Viene convocato per gli Europei 2016 in Francia, realizzando un goal nella seconda partita della fase a gironi contro la Russia; nella stessa partita ha fornito un assist contribuendo al successo per 2-1 degli slovacchi.
Il 5 ottobre 2017, Hamšík raggiunge quota 100 presenze in nazionale maggiore in occasione della sconfitta per 1-0 contro la Scozia. L'11 giugno 2019 grazie alla doppietta decisiva nella vittoria per 5-1 in trasferta contro l'Azerbaigian (valevole per le qualificazioni al campionato d'Europa 2020),  diventa anche il miglior marcatore nella storia della Slovacchia, raggiungendo e poi superando Róbert Vittek.
Nel maggio del 2022, Hamšík annuncia ufficialmente il suo ritiro dalla nazionale slovacca con una lunga lettera pubblicata sui suoi profili social. Il 20 novembre 2022 disputa la sua ultima gara ufficiale con la maglia della Slovacchia, pareggiata per 0-0 contro il Cile, uscendo al minuto 89 e lasciando dopo 15 anni, 136 partite e 26 reti la nazionale. Tuttavia, nel giugno 2023 torna ad essere convocato per un'ultima volta, anche a causa dell'imminente ritiro, per le gare di qualificazione agli Europei 2024 contro Islanda e Liechtenstein.

## Statistiche
Tra club, nazionale maggiore e nazionali giovanili, Hamšík ha totalizzato globalmente 868 presenze, segnando 176 reti, alla media di 0.2 gol a partita.

### Presenze e reti nei club
Statistiche aggiornate al 4 giugno 2023.
| Stagione             | Squadra              | Campionato           | Campionato | Campionato | Coppe nazionali | Coppe nazionali | Coppe nazionali | Coppe continentali | Coppe continentali | Coppe continentali | Altre coppe | Altre coppe | Altre coppe | Totale | Totale |
| Stagione             | Squadra              | Comp                 | Pres       | Reti       | Comp            | Pres            | Reti            | Comp               | Pres               | Reti               | Comp        | Pres        | goal        | Pres   | Reti   |
| -------------------- | -------------------- | -------------------- | ---------- | ---------- | --------------- | --------------- | --------------- | ------------------ | ------------------ | ------------------ | ----------- | ----------- | ----------- | ------ | ------ |
| lug.-ago. 2004       | Slovan Bratislava    | 1L                   | 6          | 1          | CS              | 0               | 0               | -                  | -                  | -                  | -           | -           | -           | 6      | 1      |
| 2004-2005            | Brescia              | A                    | 1          | 0          | CI              | 0               | 0               | -                  | -                  | -                  | -           | -           | -           | 1      | 0      |
| 2005-2006            | Brescia              | B                    | 24         | 0          | CI              | 4               | 1               | -                  | -                  | -                  | -           | -           | -           | 28     | 1      |
| 2006-2007            | Brescia              | B                    | 40         | 10         | CI              | 5               | 1               | -                  | -                  | -                  | -           | -           | -           | 45     | 11     |
| Totale Brescia       | Totale Brescia       | Totale Brescia       | 65         | 10         |                 | 9               | 2               |                    | -                  | -                  |             | -           | -           | 74     | 12     |
| 2007-2008            | Napoli               | A                    | 37         | 9          | CI              | 3               | 1               | -                  | -                  | -                  | -           | -           | -           | 40     | 10     |
| 2008-2009            | Napoli               | A                    | 32         | 9          | CI              | 2               | 1               | Int.+CU            | 2+4                | 1+1                | -           | -           | -           | 40     | 12     |
| 2009-2010            | Napoli               | A                    | 37         | 12         | CI              | 2               | 0               | -                  | -                  | -                  | -           | -           | -           | 39     | 12     |
| 2010-2011            | Napoli               | A                    | 37         | 11         | CI              | 2               | 0               | UEL                | 10                 | 2                  | -           | -           | -           | 49     | 13     |
| 2011-2012            | Napoli               | A                    | 37         | 9          | CI              | 5               | 1               | UCL                | 8                  | 2                  | -           | -           | -           | 50     | 12     |
| 2012-2013            | Napoli               | A                    | 38         | 11         | CI              | 1               | 0               | UEL                | 4                  | 0                  | SI          | 1           | 0           | 44     | 11     |
| 2013-2014            | Napoli               | A                    | 28         | 7          | CI              | 5               | 0               | UCL+UEL            | 4+4                | 0                  | -           | -           | -           | 41     | 7      |
| 2014-2015            | Napoli               | A                    | 35         | 7          | CI              | 4               | 1               | UCL+UEL            | 2+12               | 1+4                | SI          | 1           | 0           | 54     | 13     |
| 2015-2016            | Napoli               | A                    | 38         | 6          | CI              | 2               | 0               | UEL                | 6                  | 2                  | -           | -           | -           | 46     | 8      |
| 2016-2017            | Napoli               | A                    | 38         | 12         | CI              | 3               | 1               | UCL                | 8                  | 2                  | -           | -           | -           | 49     | 15     |
| 2017-2018            | Napoli               | A                    | 38         | 7          | CI              | 1               | 0               | UCL+UEL            | 8+2                | 0                  | -           | -           | -           | 49     | 7      |
| 2018-feb. 2019       | Napoli               | A                    | 13         | 0          | CI              | 0               | 0               | UCL+UEL            | 6+0                | 1                  | -           | -           | -           | 19     | 1      |
| Totale Napoli        | Totale Napoli        | Totale Napoli        | 408        | 100        |                 | 30              | 5               |                    | 80                 | 16                 |             | 2           | 0           | 520    | 121    |
| 2019                 | Dalian Yifang        | CSL                  | 28         | 2          | CC              | 3               | 1               | -                  | -                  | -                  | -           | -           | -           | 31     | 3      |
| 2020                 | Dalian Yifang        | CSL                  | 14         | 2          | CC              | 0               | 0               | -                  | -                  | -                  | -           | -           | -           | 14     | 2      |
| Totale Dalian Yifang | Totale Dalian Yifang | Totale Dalian Yifang | 42         | 4          |                 | 3               | 1               |                    | -                  | -                  |             | -           | -           | 45     | 5      |
| mar.-giu. 2021       | IFK Göteborg         | A                    | 6          | 1          | SC              | 0               | 0               | -                  | -                  | -                  | -           | -           | -           | 6      | 1      |
| 2021-2022            | Trabzonspor          | SL                   | 26         | 2          | TK              | 2               | 0               | UECL               | 4                  | 0                  | -           | -           | -           | 32     | 2      |
| 2022-2023            | Trabzonspor          | SL                   | 23         | 3          | TK              | 3               | 0               | UCL+UEL            | 0+6                | 0+1                | ST          | 1           | 0           | 33     | 4      |
| Totale Trabzonspor   | Totale Trabzonspor   | Totale Trabzonspor   | 49         | 5          |                 | 5               | 0               |                    | 10                 | 1                  |             | 1           | 0           | 65     | 6      |
| Totale carriera      | Totale carriera      | Totale carriera      | 576        | 121        |                 | 47              | 8               |                    | 90                 | 17                 |             | 3           | 0           | 716    | 146    |

### Cronologia presenze e reti in nazionale
| Cronologia completa delle presenze e delle reti in nazionale ― Slovacchia | Cronologia completa delle presenze e delle reti in nazionale ― Slovacchia | Cronologia completa delle presenze e delle reti in nazionale ― Slovacchia | Cronologia completa delle presenze e delle reti in nazionale ― Slovacchia | Cronologia completa delle presenze e delle reti in nazionale ― Slovacchia | Cronologia completa delle presenze e delle reti in nazionale ― Slovacchia | Cronologia completa delle presenze e delle reti in nazionale ― Slovacchia | Cronologia completa delle presenze e delle reti in nazionale ― Slovacchia |
| Data                                                                      | Città                                                                     | In casa                                                                   | Risultato                                                                 | Ospiti                                                                    | Competizione                                                              | Reti                                                                      | Note                                                                      |
| ------------------------------------------------------------------------- | ------------------------------------------------------------------------- | ------------------------------------------------------------------------- | ------------------------------------------------------------------------- | ------------------------------------------------------------------------- | ------------------------------------------------------------------------- | ------------------------------------------------------------------------- | ------------------------------------------------------------------------- |
| 7-2-2007                                                                  | Jerez de la Frontera                                                      | Slovacchia                                                                | 2 – 2                                                                     | Polonia                                                                   | Amichevole                                                                | -                                                                         | 81’                                                                       |
| 6-6-2007                                                                  | Amburgo                                                                   | Germania                                                                  | 2 – 1                                                                     | Slovacchia                                                                | Qual. Euro 2008                                                           | -                                                                         |                                                                           |
| 22-8-2007                                                                 | Trnava                                                                    | Slovacchia                                                                | 0 – 1                                                                     | Francia                                                                   | Amichevole                                                                | -                                                                         | 85’                                                                       |
| 8-9-2007                                                                  | Bratislava                                                                | Slovacchia                                                                | 2 – 2                                                                     | Irlanda                                                                   | Qual. Euro 2008                                                           | -                                                                         |                                                                           |
| 12-9-2007                                                                 | Trnava                                                                    | Slovacchia                                                                | 2 – 5                                                                     | Galles                                                                    | Qual. Euro 2008                                                           | -                                                                         |                                                                           |
| 13-10-2007                                                                | Dubnica nad Váhom                                                         | Slovacchia                                                                | 7 – 0                                                                     | San Marino                                                                | Qual. Euro 2008                                                           | 1                                                                         |                                                                           |
| 16-10-2007                                                                | Zagabria                                                                  | Croazia                                                                   | 3 – 0                                                                     | Slovacchia                                                                | Amichevole                                                                | -                                                                         |                                                                           |
| 17-11-2007                                                                | Praga                                                                     | Rep. Ceca                                                                 | 3 – 1                                                                     | Slovacchia                                                                | Qual. Euro 2008                                                           | -                                                                         | 58’                                                                       |
| 21-11-2007                                                                | Serravalle                                                                | San Marino                                                                | 0 – 5                                                                     | Slovacchia                                                                | Qual. Euro 2008                                                           | 1                                                                         |                                                                           |
| 6-2-2008                                                                  | Limassol                                                                  | Ungheria                                                                  | 1 – 1                                                                     | Slovacchia                                                                | Amichevole                                                                | -                                                                         | 59’                                                                       |
| 26-3-2008                                                                 | Zlaté Moravce                                                             | Slovacchia                                                                | 1 – 2                                                                     | Islanda                                                                   | Amichevole                                                                | -                                                                         |                                                                           |
| 20-5-2008                                                                 | Bielefeld                                                                 | Turchia                                                                   | 1 – 0                                                                     | Slovacchia                                                                | Amichevole                                                                | -                                                                         |                                                                           |
| 24-5-2008                                                                 | Lugano                                                                    | Svizzera                                                                  | 2 – 0                                                                     | Slovacchia                                                                | Amichevole                                                                | -                                                                         | 90+1’                                                                     |
| 20-8-2008                                                                 | Bratislava                                                                | Slovacchia                                                                | 0 – 2                                                                     | Grecia                                                                    | Amichevole                                                                | -                                                                         | 79’                                                                       |
| 6-9-2008                                                                  | Bratislava                                                                | Slovacchia                                                                | 2 – 1                                                                     | Irlanda del Nord                                                          | Qual. Mondiali 2010                                                       | 1                                                                         | 3’                                                                        |
| 10-9-2008                                                                 | Maribor                                                                   | Slovenia                                                                  | 2 – 1                                                                     | Slovacchia                                                                | Qual. Mondiali 2010                                                       | -                                                                         |                                                                           |
| 15-10-2008                                                                | Bratislava                                                                | Slovacchia                                                                | 2 – 1                                                                     | Polonia                                                                   | Qual. Mondiali 2010                                                       | -                                                                         |                                                                           |
| 19-11-2008                                                                | Žilina                                                                    | Slovacchia                                                                | 4 – 0                                                                     | Liechtenstein                                                             | Amichevole                                                                | 2                                                                         | 74’                                                                       |
| 10-2-2009                                                                 | Limassol                                                                  | Slovacchia                                                                | 2 – 3                                                                     | Ucraina                                                                   | Torneo di Cipro 2009 - Semifinale                                         | 1                                                                         | 58’                                                                       |
| 11-2-2009                                                                 | Nicosia                                                                   | Cipro                                                                     | 3 – 2                                                                     | Slovacchia                                                                | Torneo di Cipro 2009 - Finale 3º posto                                    | -                                                                         |                                                                           |
| 28-3-2009                                                                 | Londra                                                                    | Inghilterra                                                               | 4 – 0                                                                     | Slovacchia                                                                | Amichevole                                                                | -                                                                         | 79’                                                                       |
| 1-4-2009                                                                  | Praga                                                                     | Rep. Ceca                                                                 | 1 – 2                                                                     | Slovacchia                                                                | Qual. Mondiali 2010                                                       | -                                                                         | 86’                                                                       |
| 6-6-2009                                                                  | Bratislava                                                                | Slovacchia                                                                | 7 – 0                                                                     | San Marino                                                                | Qual. Mondiali 2010                                                       | -                                                                         | 46’                                                                       |
| 12-8-2009                                                                 | Reykjavík                                                                 | Islanda                                                                   | 1 – 1                                                                     | Slovacchia                                                                | Amichevole                                                                | -                                                                         |                                                                           |
| 5-9-2009                                                                  | Bratislava                                                                | Slovacchia                                                                | 2 – 2                                                                     | Rep. Ceca                                                                 | Qual. Mondiali 2010                                                       | 1                                                                         | 73’, 75’                                                                  |
| 10-10-2009                                                                | Bratislava                                                                | Slovacchia                                                                | 0 – 2                                                                     | Slovenia                                                                  | Qual. Mondiali 2010                                                       | -                                                                         |                                                                           |
| 14-10-2009                                                                | Chorzów                                                                   | Polonia                                                                   | 0 – 1                                                                     | Slovacchia                                                                | Qual. Mondiali 2010                                                       | -                                                                         | cap.                                                                      |
| 14-11-2009                                                                | Bratislava                                                                | Slovacchia                                                                | 1 – 0                                                                     | Stati Uniti                                                               | Amichevole                                                                | 1                                                                         | 90+1’                                                                     |
| 17-11-2009                                                                | Žilina                                                                    | Slovacchia                                                                | 1 – 2                                                                     | Cile                                                                      | Amichevole                                                                | -                                                                         | cap. 85’                                                                  |
| 3-3-2010                                                                  | Žilina                                                                    | Slovacchia                                                                | 0 – 1                                                                     | Norvegia                                                                  | Amichevole                                                                | -                                                                         | cap. 84’                                                                  |
| 29-5-2010                                                                 | Klagenfurt am Wörthersee                                                  | Slovacchia                                                                | 1 – 1                                                                     | Camerun                                                                   | Amichevole                                                                | -                                                                         | cap.                                                                      |
| 5-6-2010                                                                  | Bratislava                                                                | Slovacchia                                                                | 3 – 0                                                                     | Costa Rica                                                                | Amichevole                                                                | -                                                                         | cap. 46’                                                                  |
| 15-6-2010                                                                 | Rustenburg                                                                | Nuova Zelanda                                                             | 1 – 1                                                                     | Slovacchia                                                                | Mondiali 2010 - 1º turno                                                  | -                                                                         | cap.                                                                      |
| 20-6-2010                                                                 | Bloemfontein                                                              | Slovacchia                                                                | 0 – 2                                                                     | Paraguay                                                                  | Mondiali 2010 - 1º turno                                                  | -                                                                         | cap.                                                                      |
| 24-6-2010                                                                 | Johannesburg                                                              | Slovacchia                                                                | 3 – 2                                                                     | Italia                                                                    | Mondiali 2010 - 1º turno                                                  | -                                                                         | cap.                                                                      |
| 28-6-2010                                                                 | Durban                                                                    | Paesi Bassi                                                               | 2 – 1                                                                     | Slovacchia                                                                | Mondiali 2010 - Ottavi di finale                                          | -                                                                         | cap. 87’                                                                  |
| 11-8-2010                                                                 | Bratislava                                                                | Slovacchia                                                                | 1 – 1                                                                     | Croazia                                                                   | Amichevole                                                                | -                                                                         | 46’                                                                       |
| 3-9-2010                                                                  | Bratislava                                                                | Slovacchia                                                                | 1 – 0                                                                     | Macedonia                                                                 | Qual. Euro 2012                                                           | -                                                                         | cap.                                                                      |
| 7-9-2010                                                                  | Mosca                                                                     | Russia                                                                    | 0 – 1                                                                     | Slovacchia                                                                | Qual. Euro 2012                                                           | -                                                                         | cap.                                                                      |
| 8-10-2010                                                                 | Erevan                                                                    | Armenia                                                                   | 3 – 1                                                                     | Slovacchia                                                                | Qual. Euro 2012                                                           | -                                                                         | cap.                                                                      |
| 12-10-2010                                                                | Žilina                                                                    | Slovacchia                                                                | 1 – 1                                                                     | Irlanda                                                                   | Qual. Euro 2012                                                           | -                                                                         | cap.                                                                      |
| 17-11-2010                                                                | Bratislava                                                                | Slovacchia                                                                | 2 – 3                                                                     | Bosnia ed Erzegovina                                                      | Amichevole                                                                | -                                                                         | 46’                                                                       |
| 9-2-2011                                                                  | Lussemburgo                                                               | Lussemburgo                                                               | 2 – 1                                                                     | Slovacchia                                                                | Amichevole                                                                | -                                                                         | cap.                                                                      |
| 26-3-2011                                                                 | Andorra la Vella                                                          | Andorra                                                                   | 0 – 1                                                                     | Slovacchia                                                                | Qual. Euro 2012                                                           | -                                                                         | cap.                                                                      |
| 29-3-2011                                                                 | Trnava                                                                    | Slovacchia                                                                | 1 – 2                                                                     | Danimarca                                                                 | Amichevole                                                                | -                                                                         | cap.                                                                      |
| 4-6-2011                                                                  | Bratislava                                                                | Slovacchia                                                                | 1 – 0                                                                     | Andorra                                                                   | Qual. Euro 2012                                                           | -                                                                         | cap.                                                                      |
| 10-8-2011                                                                 | Klagenfurt am Wörthersee                                                  | Austria                                                                   | 1 – 2                                                                     | Slovacchia                                                                | Amichevole                                                                | -                                                                         | cap. 90’                                                                  |
| 2-9-2011                                                                  | Dublino                                                                   | Irlanda                                                                   | 0 – 0                                                                     | Slovacchia                                                                | Qual. Euro 2012                                                           | -                                                                         | cap.                                                                      |
| 6-9-2011                                                                  | Žilina                                                                    | Slovacchia                                                                | 0 – 4                                                                     | Armenia                                                                   | Qual. Euro 2012                                                           | -                                                                         | cap. 75’                                                                  |
| 7-10-2011                                                                 | Žilina                                                                    | Slovacchia                                                                | 0 – 1                                                                     | Russia                                                                    | Qual. Euro 2012                                                           | -                                                                         | cap.                                                                      |
| 11-10-2011                                                                | Skopje                                                                    | Macedonia                                                                 | 1 – 1                                                                     | Slovacchia                                                                | Qual. Euro 2012                                                           | -                                                                         | cap.                                                                      |
| 29-2-2012                                                                 | Bursa                                                                     | Turchia                                                                   | 1 – 2                                                                     | Slovacchia                                                                | Amichevole                                                                | -                                                                         | cap. 90+2’                                                                |
| 26-5-2012                                                                 | Klagenfurt am Wörthersee                                                  | Polonia                                                                   | 1 – 0                                                                     | Slovacchia                                                                | Amichevole                                                                | -                                                                         | cap.                                                                      |
| 30-5-2012                                                                 | Rotterdam                                                                 | Paesi Bassi                                                               | 2 – 0                                                                     | Slovacchia                                                                | Amichevole                                                                | -                                                                         | cap.                                                                      |
| 15-8-2012                                                                 | Odense                                                                    | Danimarca                                                                 | 1 – 3                                                                     | Slovacchia                                                                | Amichevole                                                                | 1                                                                         | 77’                                                                       |
| 7-9-2012                                                                  | Vilnius                                                                   | Lituania                                                                  | 1 – 1                                                                     | Slovacchia                                                                | Qual. Mondiali 2014                                                       | -                                                                         | 86’                                                                       |
| 11-9-2012                                                                 | Bratislava                                                                | Slovacchia                                                                | 2 – 0                                                                     | Liechtenstein                                                             | Qual. Mondiali 2014                                                       | -                                                                         | 82’                                                                       |
| 12-10-2012                                                                | Bratislava                                                                | Slovacchia                                                                | 2 – 1                                                                     | Lettonia                                                                  | Qual. Mondiali 2014                                                       | 1                                                                         |                                                                           |
| 16-10-2012                                                                | Bratislava                                                                | Slovacchia                                                                | 0 – 1                                                                     | Grecia                                                                    | Qual. Mondiali 2014                                                       | -                                                                         |                                                                           |
| 14-11-2012                                                                | Olomouc                                                                   | Rep. Ceca                                                                 | 3 – 0                                                                     | Slovacchia                                                                | Amichevole                                                                | -                                                                         | cap.                                                                      |
| 6-2-2013                                                                  | Bruges                                                                    | Belgio                                                                    | 2 – 1                                                                     | Slovacchia                                                                | Amichevole                                                                | -                                                                         |                                                                           |
| 22-3-2013                                                                 | Žilina                                                                    | Slovacchia                                                                | 1 – 1                                                                     | Lituania                                                                  | Qual. Mondiali 2014                                                       | -                                                                         |                                                                           |
| 26-3-2013                                                                 | Žilina                                                                    | Slovacchia                                                                | 0 – 0                                                                     | Svezia                                                                    | Amichevole                                                                | -                                                                         | 11’ 46’                                                                   |
| 7-6-2013                                                                  | Vaduz                                                                     | Liechtenstein                                                             | 1 – 1                                                                     | Slovacchia                                                                | Qual. Mondiali 2014                                                       | -                                                                         | cap.                                                                      |
| 14-8-2013                                                                 | Bucarest                                                                  | Romania                                                                   | 1 – 1                                                                     | Slovacchia                                                                | Amichevole                                                                | -                                                                         | cap. 65’                                                                  |
| 6-9-2013                                                                  | Zenica                                                                    | Bosnia ed Erzegovina                                                      | 0 – 1                                                                     | Slovacchia                                                                | Qual. Mondiali 2014                                                       | -                                                                         | 73’                                                                       |
| 10-9-2013                                                                 | Žilina                                                                    | Slovacchia                                                                | 1 – 2                                                                     | Bosnia ed Erzegovina                                                      | Qual. Mondiali 2014                                                       | 1                                                                         |                                                                           |
| 15-11-2013                                                                | Breslavia                                                                 | Polonia                                                                   | 0 – 2                                                                     | Slovacchia                                                                | Amichevole                                                                | -                                                                         | 34’ 85’                                                                   |
| 5-3-2014                                                                  | Netanya                                                                   | Israele                                                                   | 1 – 3                                                                     | Slovacchia                                                                | Amichevole                                                                | -                                                                         |                                                                           |
| 4-9-2014                                                                  | Žilina                                                                    | Slovacchia                                                                | 1 – 0                                                                     | Malta                                                                     | Amichevole                                                                | -                                                                         | cap. 78’                                                                  |
| 8-9-2014                                                                  | Kiev                                                                      | Ucraina                                                                   | 0 – 1                                                                     | Slovacchia                                                                | Qual. Euro 2016                                                           | -                                                                         | cap.                                                                      |
| 9-10-2014                                                                 | Žilina                                                                    | Slovacchia                                                                | 2 – 1                                                                     | Spagna                                                                    | Qual. Euro 2016                                                           | -                                                                         |                                                                           |
| 12-10-2014                                                                | Barysaŭ                                                                   | Bielorussia                                                               | 1 – 3                                                                     | Slovacchia                                                                | Qual. Euro 2016                                                           | 2                                                                         |                                                                           |
| 15-11-2014                                                                | Skopje                                                                    | Macedonia                                                                 | 0 – 2                                                                     | Slovacchia                                                                | Qual. Euro 2016                                                           | -                                                                         |                                                                           |
| 18-11-2014                                                                | Žilina                                                                    | Slovacchia                                                                | 2 – 1                                                                     | Finlandia                                                                 | Amichevole                                                                | 1                                                                         | 59’                                                                       |
| 27-3-2015                                                                 | Žilina                                                                    | Slovacchia                                                                | 3 – 0                                                                     | Lussemburgo                                                               | Qual. Euro 2016                                                           | -                                                                         |                                                                           |
| 31-3-2015                                                                 | Žilina                                                                    | Slovacchia                                                                | 1 – 0                                                                     | Rep. Ceca                                                                 | Amichevole                                                                | -                                                                         | 46’                                                                       |
| 14-6-2015                                                                 | Žilina                                                                    | Slovacchia                                                                | 2 – 1                                                                     | Macedonia                                                                 | Qual. Euro 2016                                                           | 1                                                                         | 80’                                                                       |
| 5-9-2015                                                                  | Oviedo                                                                    | Spagna                                                                    | 2 – 0                                                                     | Slovacchia                                                                | Qual. Euro 2016                                                           | -                                                                         | cap. 61’                                                                  |
| 8-9-2015                                                                  | Žilina                                                                    | Slovacchia                                                                | 0 – 0                                                                     | Ucraina                                                                   | Qual. Euro 2016                                                           | -                                                                         | 11’                                                                       |
| 9-10-2015                                                                 | Žilina                                                                    | Slovacchia                                                                | 0 – 1                                                                     | Bielorussia                                                               | Qual. Euro 2016                                                           | -                                                                         |                                                                           |
| 12-10-2015                                                                | Lussemburgo                                                               | Lussemburgo                                                               | 2 – 4                                                                     | Slovacchia                                                                | Qual. Euro 2016                                                           | 2                                                                         |                                                                           |
| 13-11-2015                                                                | Trnava                                                                    | Slovacchia                                                                | 3 – 2                                                                     | Svizzera                                                                  | Amichevole                                                                | -                                                                         | 87’                                                                       |
| 25-3-2016                                                                 | Trnava                                                                    | Slovacchia                                                                | 0 – 0                                                                     | Lettonia                                                                  | Amichevole                                                                | -                                                                         | 89’                                                                       |
| 29-3-2016                                                                 | Dublino                                                                   | Irlanda                                                                   | 2 – 2                                                                     | Slovacchia                                                                | Amichevole                                                                | -                                                                         |                                                                           |
| 29-5-2016                                                                 | Augusta                                                                   | Germania                                                                  | 1 – 3                                                                     | Slovacchia                                                                | Amichevole                                                                | 1                                                                         | 85’                                                                       |
| 4-6-2016                                                                  | Trnava                                                                    | Slovacchia                                                                | 0 – 0                                                                     | Irlanda del Nord                                                          | Amichevole                                                                | -                                                                         |                                                                           |
| 11-6-2016                                                                 | Bordeaux                                                                  | Galles                                                                    | 2 – 1                                                                     | Slovacchia                                                                | Euro 2016 - 1º turno                                                      | -                                                                         |                                                                           |
| 15-6-2016                                                                 | Lilla                                                                     | Russia                                                                    | 1 – 2                                                                     | Slovacchia                                                                | Euro 2016 - 1º turno                                                      | 1                                                                         |                                                                           |
| 20-6-2016                                                                 | Saint-Étienne                                                             | Slovacchia                                                                | 0 – 0                                                                     | Inghilterra                                                               | Euro 2016 - 1º turno                                                      | -                                                                         |                                                                           |
| 26-6-2016                                                                 | Lilla                                                                     | Germania                                                                  | 3 – 0                                                                     | Slovacchia                                                                | Euro 2016 - Ottavi di finale                                              | -                                                                         |                                                                           |
| 4-9-2016                                                                  | Trnava                                                                    | Slovacchia                                                                | 0 – 1                                                                     | Inghilterra                                                               | Qual. Mondiali 2018                                                       | -                                                                         |                                                                           |
| 8-10-2016                                                                 | Lubiana                                                                   | Slovenia                                                                  | 1 – 0                                                                     | Slovacchia                                                                | Qual. Mondiali 2018                                                       | -                                                                         | cap.                                                                      |
| 11-10-2016                                                                | Trnava                                                                    | Slovacchia                                                                | 3 – 0                                                                     | Scozia                                                                    | Qual. Mondiali 2018                                                       | -                                                                         | 87’                                                                       |
| 11-11-2016                                                                | Trnava                                                                    | Slovacchia                                                                | 4 – 0                                                                     | Lituania                                                                  | Qual. Mondiali 2018                                                       | 1                                                                         |                                                                           |
| 26-3-2017                                                                 | Ta' Qali                                                                  | Malta                                                                     | 1 – 3                                                                     | Slovacchia                                                                | Qual. Mondiali 2018                                                       | -                                                                         | 50’                                                                       |
| 10-6-2017                                                                 | Vilnius                                                                   | Lituania                                                                  | 1 – 2                                                                     | Slovacchia                                                                | Qual. Mondiali 2018                                                       | 1                                                                         |                                                                           |
| 1-9-2017                                                                  | Trnava                                                                    | Slovacchia                                                                | 1 – 0                                                                     | Slovenia                                                                  | Qual. Mondiali 2018                                                       | -                                                                         | 87’                                                                       |
| 4-9-2017                                                                  | Londra                                                                    | Inghilterra                                                               | 2 – 1                                                                     | Slovacchia                                                                | Qual. Mondiali 2018                                                       | -                                                                         | 79’                                                                       |
| 5-10-2017                                                                 | Glasgow                                                                   | Scozia                                                                    | 1 – 0                                                                     | Slovacchia                                                                | Qual. Mondiali 2018                                                       | -                                                                         | 21’ 79’                                                                   |
| 8-10-2017                                                                 | Trnava                                                                    | Slovacchia                                                                | 3 – 0                                                                     | Malta                                                                     | Qual. Mondiali 2018                                                       | -                                                                         |                                                                           |
| 10-11-2017                                                                | Leopoli                                                                   | Ucraina                                                                   | 2 – 1                                                                     | Slovacchia                                                                | Amichevole                                                                | -                                                                         | 63’                                                                       |
| 14-11-2017                                                                | Trnava                                                                    | Slovacchia                                                                | 1 – 0                                                                     | Norvegia                                                                  | Amichevole                                                                | -                                                                         | 64’                                                                       |
| 31-5-2018                                                                 | Trnava                                                                    | Slovacchia                                                                | 1 – 1                                                                     | Paesi Bassi                                                               | Amichevole                                                                | -                                                                         | 72’                                                                       |
| 4-6-2018                                                                  | Ginevra                                                                   | Slovacchia                                                                | 1 – 2                                                                     | Marocco                                                                   | Amichevole                                                                | -                                                                         | 51’                                                                       |
| 5-9-2018                                                                  | Trnava                                                                    | Slovacchia                                                                | 3 – 0                                                                     | Danimarca                                                                 | Amichevole                                                                | -                                                                         | 61’                                                                       |
| 9-9-2018                                                                  | Leopoli                                                                   | Ucraina                                                                   | 1 – 0                                                                     | Slovacchia                                                                | UEFA Nations League 2018-2019 - 1º turno                                  | -                                                                         | [ 108 ]                                                                   |
| 13-10-2018                                                                | Trnava                                                                    | Slovacchia                                                                | 1 – 2                                                                     | Rep. Ceca                                                                 | UEFA Nations League 2018-2019 - 1º turno                                  | 1                                                                         |                                                                           |
| 16-10-2018                                                                | Solna                                                                     | Svezia                                                                    | 1 – 1                                                                     | Slovacchia                                                                | Amichevole                                                                | -                                                                         | 67’                                                                       |
| 16-11-2018                                                                | Trnava                                                                    | Slovacchia                                                                | 4 – 1                                                                     | Ucraina                                                                   | UEFA Nations League 2018-2019 - 1º turno                                  | -                                                                         |                                                                           |
| 19-11-2018                                                                | Praga                                                                     | Rep. Ceca                                                                 | 1 – 0                                                                     | Slovacchia                                                                | UEFA Nations League 2018-2019 - 1º turno                                  | -                                                                         |                                                                           |
| 21-3-2019                                                                 | Trnava                                                                    | Slovacchia                                                                | 2 – 0                                                                     | Ungheria                                                                  | Qual. Euro 2020                                                           | -                                                                         | cap. 78’                                                                  |
| 24-3-2019                                                                 | Cardiff                                                                   | Galles                                                                    | 1 – 0                                                                     | Slovacchia                                                                | Qual. Euro 2020                                                           | -                                                                         | cap. 86’                                                                  |
| 11-6-2019                                                                 | Baku                                                                      | Azerbaigian                                                               | 1 – 5                                                                     | Slovacchia                                                                | Qual. Euro 2020                                                           | 2                                                                         | cap. 86’                                                                  |
| 6-9-2019                                                                  | Bratislava                                                                | Slovacchia                                                                | 0 – 4                                                                     | Croazia                                                                   | Qual. Euro 2020                                                           | -                                                                         | cap.                                                                      |
| 9-9-2019                                                                  | Budapest                                                                  | Ungheria                                                                  | 1 – 2                                                                     | Slovacchia                                                                | Qual. Euro 2020                                                           | -                                                                         | cap.                                                                      |
| 10-10-2019                                                                | Trnava                                                                    | Slovacchia                                                                | 1 – 1                                                                     | Galles                                                                    | Qual. Euro 2020                                                           | -                                                                         | cap.                                                                      |
| 13-10-2019                                                                | Bratislava                                                                | Slovacchia                                                                | 1 – 1                                                                     | Paraguay                                                                  | Amichevole                                                                | -                                                                         | 71’                                                                       |
| 16-11-2019                                                                | Fiume                                                                     | Croazia                                                                   | 3 – 1                                                                     | Slovacchia                                                                | Qual. Euro 2020                                                           | -                                                                         | cap.                                                                      |
| 19-11-2019                                                                | Trnava                                                                    | Slovacchia                                                                | 2 – 0                                                                     | Azerbaigian                                                               | Qual. Euro 2020                                                           | 1                                                                         | cap.                                                                      |
| 8-10-2020                                                                 | Bratislava                                                                | Slovacchia                                                                | 0 – 0 dts (4 – 2 dtr)                                                     | Irlanda                                                                   | Qual. Euro 2020                                                           | -                                                                         | cap. 114’                                                                 |
| 11-10-2020                                                                | Glasgow                                                                   | Scozia                                                                    | 1 – 0                                                                     | Slovacchia                                                                | UEFA Nations League 2020-2021 - 1º turno                                  | -                                                                         | cap. 21’ 62’                                                              |
| 14-10-2020                                                                | Trnava                                                                    | Slovacchia                                                                | 2 – 3                                                                     | Israele                                                                   | UEFA Nations League 2020-2021 - 1º turno                                  | 1                                                                         | cap.                                                                      |
| 12-11-2020                                                                | Belfast                                                                   | Irlanda del Nord                                                          | 1 – 2 dts                                                                 | Slovacchia                                                                | Qual. Euro 2020                                                           | -                                                                         | cap. 107’                                                                 |
| 15-11-2020                                                                | Trnava                                                                    | Slovacchia                                                                | 1 – 0                                                                     | Scozia                                                                    | UEFA Nations League 2020-2021 - 1º turno                                  | -                                                                         | cap. 68’                                                                  |
| 18-11-2020                                                                | Plzeň                                                                     | Rep. Ceca                                                                 | 2 – 0                                                                     | Slovacchia                                                                | UEFA Nations League 2020-2021 - 1º turno                                  | -                                                                         | cap.                                                                      |
| 14-6-2021                                                                 | San Pietroburgo                                                           | Polonia                                                                   | 1 – 2                                                                     | Slovacchia                                                                | Euro 2020 - 1º turno                                                      | -                                                                         | cap.                                                                      |
| 18-6-2021                                                                 | San Pietroburgo                                                           | Svezia                                                                    | 1 – 0                                                                     | Slovacchia                                                                | Euro 2020 - 1º turno                                                      | -                                                                         | cap. 77’                                                                  |
| 23-6-2021                                                                 | Siviglia                                                                  | Slovacchia                                                                | 0 – 5                                                                     | Spagna                                                                    | Euro 2020 - 1º turno                                                      | -                                                                         | cap. 90’                                                                  |
| 1-9-2021                                                                  | Lubiana                                                                   | Slovenia                                                                  | 1 – 1                                                                     | Slovacchia                                                                | Qual. Mondiali 2022                                                       | -                                                                         | cap.                                                                      |
| 4-9-2021                                                                  | Bratislava                                                                | Slovacchia                                                                | 0 – 1                                                                     | Croazia                                                                   | Qual. Mondiali 2022                                                       | -                                                                         | cap. 62’                                                                  |
| 7-9-2021                                                                  | Bratislava                                                                | Slovacchia                                                                | 2 – 0                                                                     | Cipro                                                                     | Qual. Mondiali 2022                                                       | -                                                                         | cap.                                                                      |
| 8-10-2021                                                                 | Kazan'                                                                    | Russia                                                                    | 1 – 0                                                                     | Slovacchia                                                                | Qual. Mondiali 2022                                                       | -                                                                         | cap.                                                                      |
| 11-10-2021                                                                | Osijek                                                                    | Croazia                                                                   | 2 – 2                                                                     | Slovacchia                                                                | Qual. Mondiali 2022                                                       | -                                                                         | cap. 41’                                                                  |
| 11-11-2021                                                                | Trnava                                                                    | Slovacchia                                                                | 2 – 2                                                                     | Slovenia                                                                  | Qual. Mondiali 2022                                                       | -                                                                         | cap. 46’                                                                  |
| 20-11-2022                                                                | Bratislava                                                                | Slovacchia                                                                | 0 – 0                                                                     | Cile                                                                      | Amichevole                                                                | -                                                                         | cap. 89’                                                                  |
| 17-6-2023                                                                 | Reykjavík                                                                 | Islanda                                                                   | 1 – 2                                                                     | Slovacchia                                                                | Qual. Euro 2024                                                           | -                                                                         | cap. 80’                                                                  |
| 20-6-2023                                                                 | Vaduz                                                                     | Liechtenstein                                                             | 0 – 1                                                                     | Slovacchia                                                                | Qual. Euro 2024                                                           | -                                                                         | cap. 77’                                                                  |
| Totale                                                                    |                                                                           | Presenze (1º posto)                                                       | 138                                                                       |                                                                           | Reti (1º posto)                                                           | 26                                                                        |                                                                           |

### Record

#### Nel Napoli
- Giocatore del Napoli con più presenze totali (520).
- Giocatore del Napoli con più presenze in Serie A (408).
- Giocatore del Napoli con più presenze in competizioni UEFA (80).

#### Nella nazionale slovacca
- Giocatore della nazionale slovacca con più presenze all'attivo (138).
- Giocatore della nazionale slovacca con più reti all'attivo (26).

## Palmarès

### Club
- Coppa Italia: 2

Napoli: 2011-2012, 2013-2014
- Supercoppa italiana: 1

Napoli: 2014
- Campionato turco: 1

Trabzonspor: 2021-2022
- Supercoppa di Turchia: 1

Trabzonspor: 2022

### Individuale
- Trofeo Peter Dubovský: 2[109]

2007, 2008
- Oscar del calcio AIC/Gran Galà del calcio AIC: 4

Miglior giovane: 2008
Squadra dell'anno: 2011, 2016, 2017
- Calciatore slovacco dell'anno: 8

2009, 2010, 2013, 2014, 2015, 2016, 2017, 2018
- Squadra della stagione della UEFA Europa League: 1

2014-2015
- Premio nazionale Andrea Fortunato categoria calciatore: 1

2014

## Opere
- Marek Hamšík, Marekiaro. La mia autobiografia, Mondadori Electa, 2018, ISBN 978-88-91-81913-0.